# Melek Görgün
Melek Görgün (* 19. Januar 1949 in Adana) ist eine türkische Schauspielerin.

## Leben und Karriere
Görgün wurde am 19. Januar 1949 in Adana geboren. Sie besuchte das Adana Kız Lisesi. Ihre Schwester ist die Schauspielerin Demir Karahan und sie ist die Tante des Sängers Melih Görgün. Ihr Debüt gab sie 1967 in dem Film Felaket Kuşu. Zu ihren bekanntesten Werken gehören Filme wie Ocak Söndürenler, Son Söz Benim, Balikçi Kiz, Canli Hedef und Vurguncular. Ihr letzter Film war Kader Çikmazi: Hayat kadinlari. Danach zog sie sich 1978 aus der Filmbranche zurück.
Neben ihrer Schauspielkarriere war sie auch als Model aktiv.

## Filmografie (Auswahl)
- 1967: Felaket Kuşu
- 1969: Gültekin Amazon Kızlara Karşı
- 1969: Mete Han Amazonlara Karşı
- 1969: Seninle Ölmek İstiyorum
- 1970: Canlı Hedef
- 1970: Donanma Kamil
- 1970: Gölgedeki Adam
- 1970: Kızım Sana Emanet
- 1970: Sen de Bizdensin
- 1970: Son Söz Benim
- 1971: Ateş ve Barut
- 1971: Ay Bu Gece Doğacak
- 1971: Bayan Bacak ve Tabanca Bıçak
- 1971: Bilardo Kazım
- 1971: Bugün Sende Yarın Bende
- 1971: Gecelerin Öfkesi
- 1971: Hey Amigo Beş Mezar
- 1971: Hey Amigo Sartana
- 1971: Kin Silah ve Namus
- 1971: Kinova
- 1971: Kızgın Yabancı
- 1971: Silahlar Susmasın
- 1971: Sıra Sende Yosma
- 1971: Ölüm Korkusu
- 1971: Ölümden de Acı
- 1971: Ölümsüzler
- 1971: İki Yosmaya Bir Kurşun
- 1971: Şeytana Uyduk Bir Kere
- 1972: Balıkçı Kız
- 1972: Bir Kız Böyle Düştü
- 1972: Cezanı Çekeceksin
- 1972: Dişi Akrep
- 1972: Fosforlu Melek
- 1972: Karmen
- 1972: Kefenin Cebi Yok
- 1972: Ocak Söndürenler
- 1972: Ve Güneşe Kan Sıçradı
- 1972: Üç Mahkûm
- 1973: Beni İntikam Bekliyor
- 1973: Dertli
- 1973: Namın Yürüsün Behçet
- 1973: Ve Onu Vurdular
- 1974: İntikam
- 1975: 24 Ayardayım
- 1975: Kazım'a Ne Lazım
- 1975: Oh de Yavrum Oh de
- 1975: Oniki Çılgın Kız
- 1975: Rejisörün Yatak Odası
- 1975: Trafik Cemal
- 1975: Ye Kürküm Ye
- 1975: Yirmidört Ayardayım
- 1978: Hayat Kadınları
- 1978: Kadınlar Koğuşu